# Čistec
Čistec (Duits: Tschistetz) is een Tsjechische plaats in de gemeente Přestavlky u Čerčan, regio Midden-Bohemen, en maakt deel uit van het district Benešov. Het dorp ligt op 1,5 kilometer afstand van Přestavlky u Čerčan.
Čistec telt 31 inwoners (2021).

## Geschiedenis
De eerste schriftelijke vermelding van het dorp dateert van 1844.
Sinds 1960 is Čistec volledig ondergebracht bij het district Benešov.

## Verkeer en vervoer

### Autowegen
Er leidt een regionale weg naar het dorp.

### Spoorlijnen
Er is geen station in Čistec. Het dichtstbijzijnde station is in Čerčany, op zo'n 5,5 kilometer afstand. Spoorlijn 221 Praag - Benešov - České Budějovice, 210 Praag - Vrané nad Vltavou - Čerčany/Dobříš en 212 Čerčany - Světlá nad Sázavou lopen door en van/naar het station. Het vervoer op lijn 221 begon in 1871, op lijn 210 in 1897 en op lijn 212 in 1901.

### Buslijnen
Er is één bushalte bij het dorp:
| Halte                                | Lijn(en) | Traject(en)      | Vervoerder(s) |
| ------------------------------------ | -------- | ---------------- | ------------- |
| Přestavlky u Čerčan, Čistec, Rozchod | 796      | Benešov - Pyšely | CŠAD Benešov  |

## Bezienswaardigheden
- Dorpskapel

## Galerij

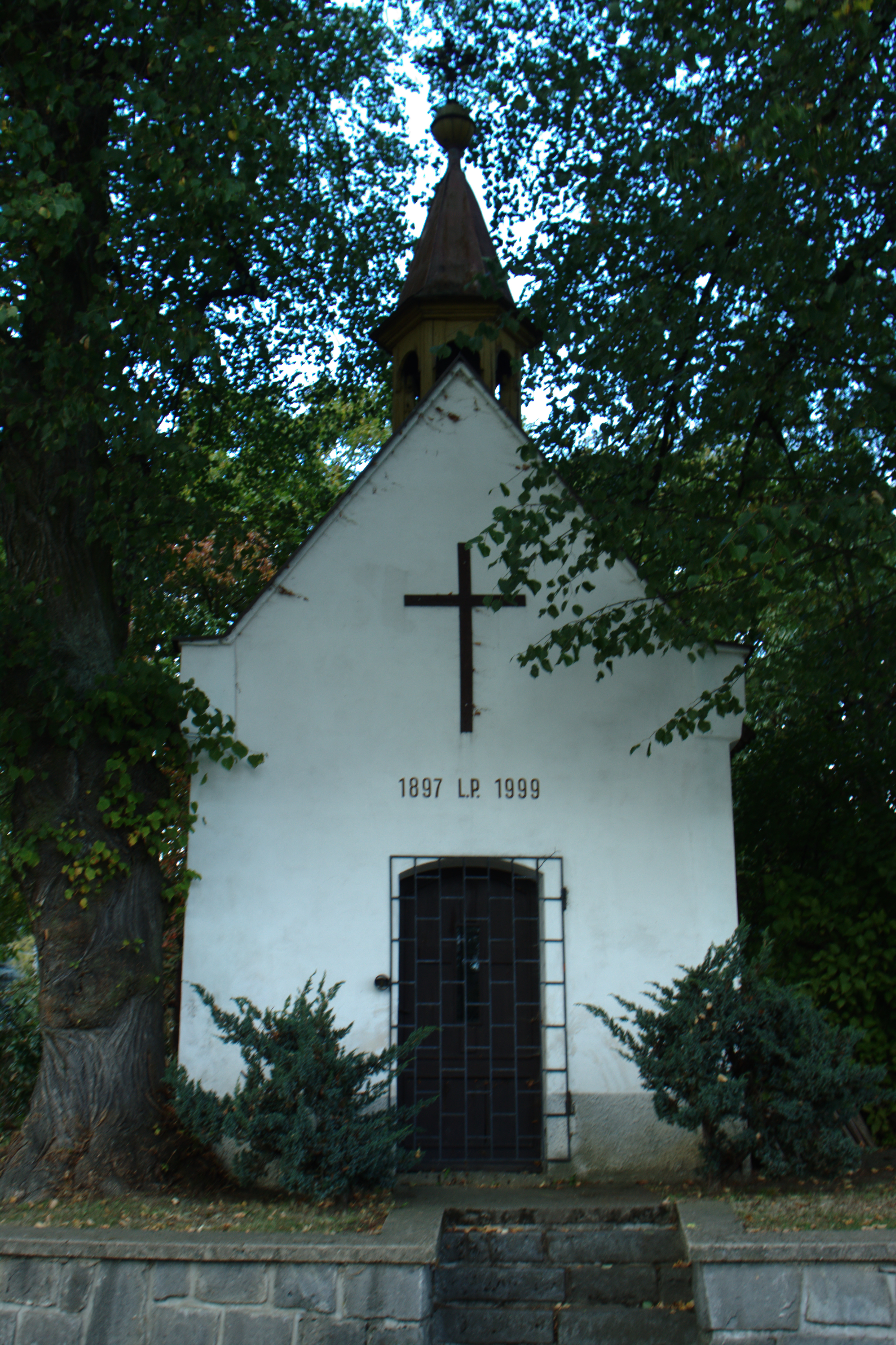
Dorpskapel (2015)
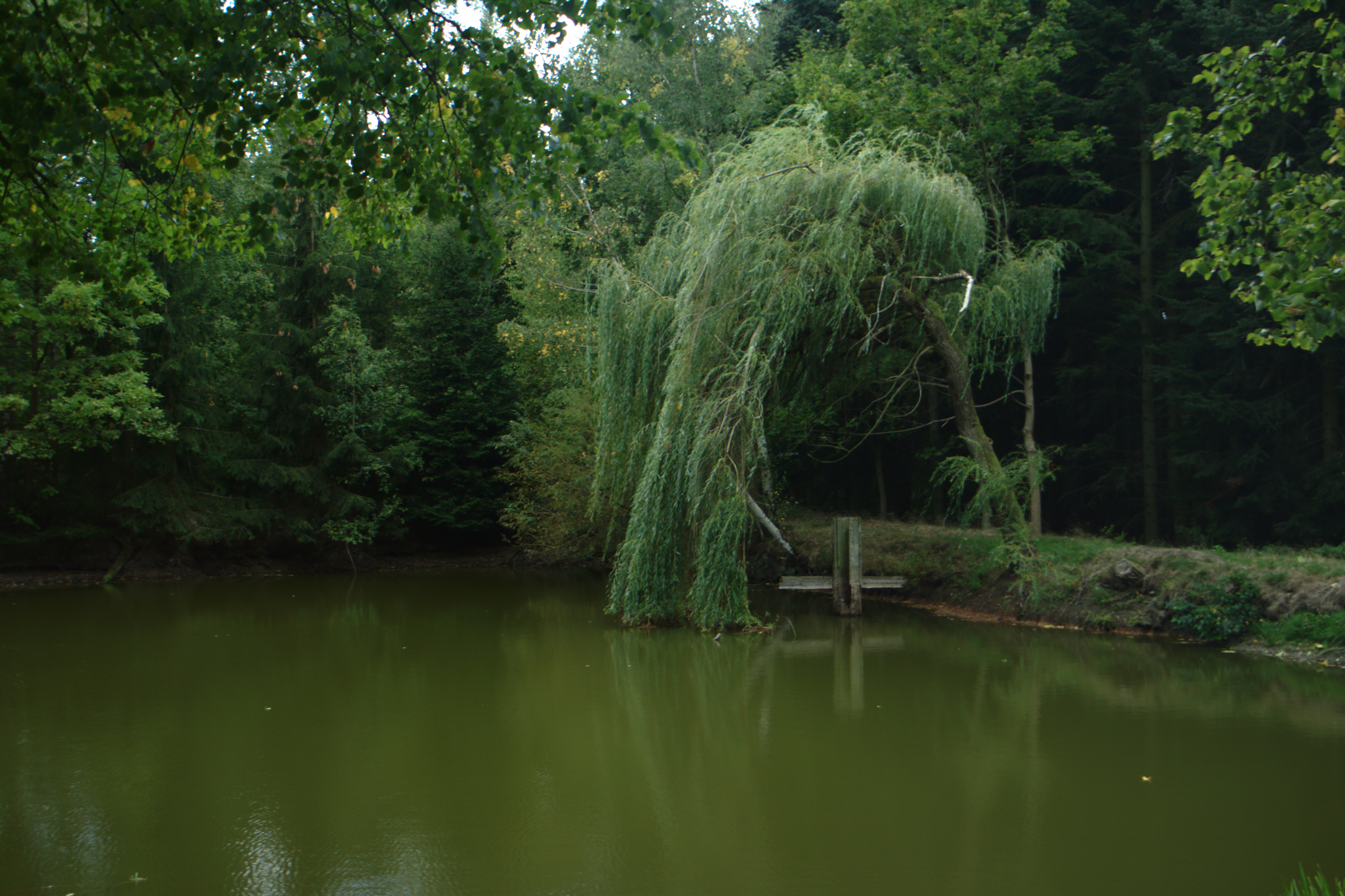
Dorpsvijver (2015)